# Peñaflor, Sevilla
Peñaflor är en kommun i Spanien.   Den ligger i provinsen Provincia de Sevilla och regionen Andalusien, i den södra delen av landet, 300 km söder om huvudstaden Madrid. Antalet invånare är 3 788. Arean är 83 kvadratkilometer.
Terrängen i Peñaflor är platt åt sydost, men åt nordväst är den kuperad.